# Bazilika sv. Križa, Kežmarok
Manjša bazilika svetega Križa je poznogotska triladijska katoliška cerkev v mestu Kežmarok v regiji Spiš na vzhodu Slovaške, zgrajena v letih 1444-1498 na mestu starejše župnijske cerkve, ki je pogorela leta 1443. Del glavnega oltarja cerkve je skulptura križanega Jezusa mojstra Pavla iz Levoča. Leta 1998 je bila cerkev razglašena za manjšo baziliko in je tako postala prva nemarijanska bazilika na Slovaškem. Je narodni spomenik Slovaške.

## Zgodovina
Prvotna župnijska cerkev je bila zgrajena na mestu prejšnje, verjetno romanske kapele. Razvoj mesta, povezan s hitro rastjo prebivalstva, je zahteval novo cerkev; prezidava se je začela nekje v prvi polovici 14. stoletja (okoli leta 1320). Po sodobnih raziskavah je bila ta cerkev široka 19 m in dolga okoli 41 m; stolp na zahodni strani in vzhodni del zakristije nam dajeta predstavo o velikosti cerkve po prvi prezidavi. Ta cerkev je bila primerljiva z največjimi cerkvami na Gornjem Ogrskem. 25. aprila je 433 Husitov napadlo mesto. Naslednji požar in potres leta 1443 sta cerkev močno poškodovala.

### 15. stoletje
Gradnja nove poznogotske cerkve se je začela leta 1444. Obnovo cerkve je v glavnem financirala lokalna plemiška družina Zápoľský. Nekaj zunanjih sten prvotne cerkve je bilo ob prezidavi ohranjenih. S prezidavo so baziliko povečali na jugu in vzhodu. Prezidava se je začela s prezbiterijem in nato nadaljevala z ladjo. Prezbiterij je bil v glavnem dokončan zahvaljujoč prispevkom družine Zapolsky, kar dokazujejo grbi, vklesani nad glavnim portalom. Leta 1486 je bil prezbiteriju prizidan tudi vhodni portal, leta 1498 pa je bil postavljen glavni - južni portal cerkve. To leto datiramo kot zaključek poznogotske prezidave.

### 16. in 17. stoletje
Kasneje, po ponovnem požaru leta 1521, so stolp zavarovali s kamnito galerijo (leta 1525), po izgradnji novega renesančnega zvonika (1589-1591) pa so stolp prilagodili renesančnemu slogu z novo renesančno atiko. Nato je bila zgrajena severna stranska ladja cerkve in s tem zaključena arhitekturna ureditev cerkve.
V obdobju reformacije so baziliko obogatili z baldahinom nad prižnico, orglami, epitafi, mrliško vežico in lesenimi kornimi klopmi v stranskih ladjah (odstranjeni po katoliškem prevzemu cerkve okoli leta 1670).

### 18. in 19. stoletje
Po vizitaciji predstojnikov reformacijske cerkve iz leta 1709 in viziti iz leta 1731 je imela cerkev 14 oltarjev. Protestanti torej oltarjev niso odstranili, le prenehali so jih uporabljati, čeprav so jih nekateri poškodovali kriptokalvinski kaplani družine Thököly, ki je bila ena najpomembnejših družin v Kežmarku. Leta 1779 je imela cerkev samo deset oltarjev, leta 1803 pa je opisanih le pet oltarjev. Zgodovinar Juraj Bohuš je okoli leta 1720 pisal o stropnih poslikavah s podobami apostolov in cerkvenih očetov. Do obnove zunanjosti cerkve je prišlo leta 1731. Kasneje, leta 1804, lokalni zgodovinar Christian Genersich omenja kamnite oboke, ki so bili pobarvani smaragdno zeleno, vendar je bila večina stropne poslikave verjetno prebeljene med popravilom leta 1754. Kasneje so izginile grobnice pomembnih ljudi, kot sta Katarina Tharcy - žena grajskega upravitelja Krištofa Warkocza in grajski gospod - Hieronim Lasky (1496 – 1541).

### Druga polovica 19. stoletja in 20. stoletje
V drugi polovici 19. stoletja se je povečalo zanimanje za ohranjanje dediščine. Temeljila je na romantičnih težnjah (purizem – slogovna čistost). Vsi renesančni in baročni oltarji so bili zamenjani z novimi neogotskimi oltarji. Po istem principu so bili spremenjeni tudi tisti gotski deli arhitekture, ki so se prenoviteljem zdeli nepopolni. Prenova notranjščine v novogotskem slogu se je začela leta 1868, tako da so namesto baročnih oltarjev zgradili nove novogotske oltarje, ki so vključevali dele ohranjenih originalnih gotskih oltarjev. Obnovljen je bil tudi glavni oltar svetega Križa. Po odstranitvi prvotnih barvnih poslikav sta arhitekturno in kiparsko okrasje na novo premazali z barvami. Pri prenovah je bilo nekaj slik in tudi kipov napačno poslikanih, zato njihova zgodovinska vrednost ni več očitna. Leta 1978 se je ponovno začela obnova cerkve. Stolp in njegovo okrasje so obnovili. Stene cerkve so izolirali proti vlagi in spremenili celotno okolico cerkve. V letih 1993-1994 je cerkev dobila nov notranji tlak in talno ogrevanje. Tudi stene so bile na novo prepleskane. Hkrati je bilo prenovljenih več kipov, na primer kip nadangela Mihaela. 14. septembra 1998 je papež Janez Pavel II. cerkev razglasil za manjšo baziliko.

## Zunanjost
V južni steni osrednje ladje je poznogotska vhodna veža, ki je nepravilno križno obokana. Vanj je nato vgrajen dvoosni glavni portal z oknom nepravilne rozete in s kipi Kristusa, Device Marije in sv. Janeza Evangelista iz leta 1498, skupaj s spominskim opisom »crux nos sancta tuere 1498«. Severna stran cerkve vodi do podobnega, a enostavnejšega portala z vhodno vežo iz 16. stoletja.
Stolp bazilike je iz 13. stoletja. V pritličju so ostanki portala, ki je prvotno vodil v glavno ladjo cerkve. Nadalje so v vogalih kamniti ostanki reber. V zadnjih etažah so ohranjeni poznogotski zazidani zvočniki. Zunanja fasada stolpa je razdeljena z dvema roboma. Ob obodu cerkve so dvostopenjski nosilni stebri s pokrito streho.

## Notranjost
Gradnja te bazilike spada v skupino spiških dvoranskih cerkva.
V prezbiteriju je poznogotski mrežasti obok pod Parlerjevim vplivom, ki temelji na principu sekajočih se parov vzporednih diagonalnih reber, ki so vzpostavljena na poligonalnih masivnih stebrih in podprta s konzolami. Dva sklepnika držita okras tako imenovane maskarone - obraza moškega in ženske. Na stičiščih reber na sredini oboka so postavljeni sklepniki, oblikovani v drobne rozete ali nalepke z grbi. Sam prezbiterij je osvetljen s poznogotskimi vitraji z bogato izvirno oblikovanim krogovičjem.
Zakristija je datirana v čas prezidave okoli leta 1320. Ima pravokoten tloris in je obokana v treh poljih križnorebrastega oboka s klinastimi rebri, ki se naslanjajo na trakasto konzolo. V sredini reber sta sklepna kamna z motivom ovna, lune in sonca. Nad zakristijo je oratorij, ki je proti prezbiteriju odprt z velikim zašiljenim lokom. Oratorij je dostopen iz zakristije po notranjem stopnišču. Obokan je z gotskim mrežastim obokom, katerega rebra z utori gladko prehajajo bodisi na steno, bodisi na zaobljene nosilce, bodisi na nalepko ali na majhno konzolo z rastlinskimi motivi. V notranjosti cerkve je vidna rozeta, ki je od zunaj zaslepljena. V oratoriju so ohranjeni originalni poznogotske ploščice.
Psevdobazilikalni notranji prostor sestavljajo tri ladje, ki jih deli visoka arkada s šilastim lokom, postavljena na osmerokotne stebre. V glavni osrednji ladji je zvezdast obok, katerega bogato profilirana rebra ležijo na obodnih stenah in stebrih brez konzol z znaki križišč. V zahodnem delu osrednje ladje so tudi korne orgle, ki so zvezdasto obokane in zaključene s kamnito risbo z motivom vrtečih se plamenčkov. V južni ladji je trakasti obok Parlerjeve sheme, v severni ladji je preprost mrežast obok.

### Oltarji
Okrasje cerkve je bilo nekoč veliko bogatejše, vendar natančnih podatkov o prvotnem stanju nimamo. Stene so bile okrašene s freskami, ki so bile v času reformacije prebeljene. Oltarji so bili kasneje razstavljeni in odstranjeni iz cerkve na željo družine Thőkőly, ki je bila pod močnim vplivom h kalvinizmu nagnjenega dvornega kaplana. Katoliška cerkev je ponovno začela upravljati cerkev in leta 1673 se je začela gradnja novih oltarjev. Po zapisih iz leta 1731 je bilo v baziliki 14 oltarjev.